# Tremosine
Tremosine – miejscowość i gmina we Włoszech, w regionie Lombardia, w prowincji Brescia. Miejscowość położona jest nad jeziorem Garda.

## Linki zewnętrzne

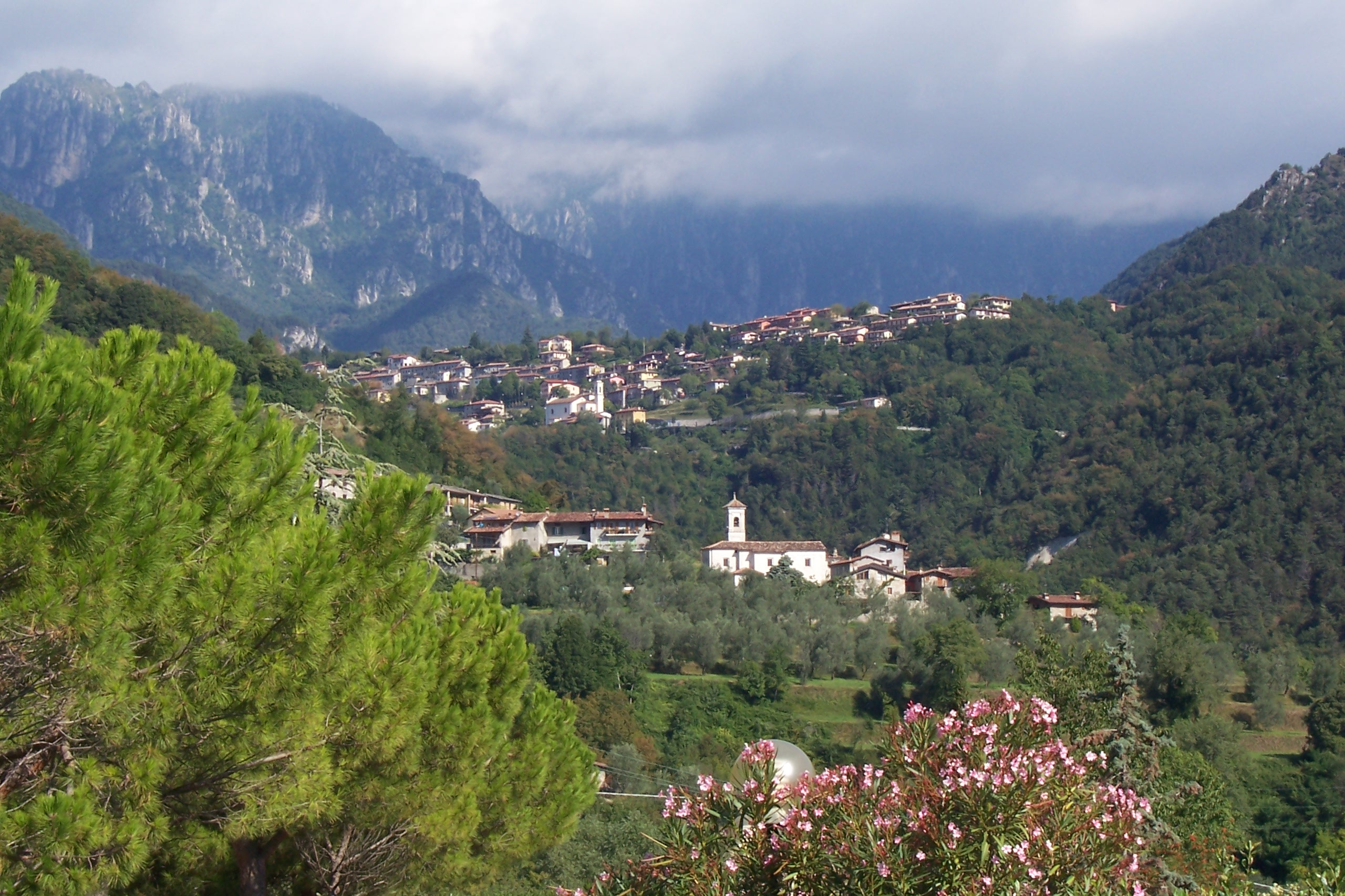